# دهه ۱۹۲۰ در جامعه‌شناسی
در دهه ۱۹۲۰ در جامعه‌شناسی (به انگلیسی: 1920s in sociology) رویدادهای زیر رخ داد:

## ۱۹۲۰
- از موریس گینزبرگ کتاب روان‌شناسی جامعه منتشر شد.
- از رابرت لویی کتاب جامعه بدوی منتشر شد.
- از گئورگ لوکاچ کتاب نظریه رمان منتشر شد.
- از والتر بنجامین کتاب قطعه الهیاتی-سیاسی نوشته شد.
- از ماکس وبر کتاب جامعه‌شناسی دین منتشر شد.

## ۱۹۲۱
- از جیمز برایس کتاب دموکراسی‌های مدرن منتشر شد.
- از زیگموند فروید کتاب روان‌شناسی گروهی و تجزیه و تحلیل نفس منتشر شد.
- از رابرت ازرا پارک و ارنست برگس کتاب علم جامعه‌شناسی منتشر شد.
- از آلفرد رادکلیف براون کتاب جزیره آندامان منتشر شد.
- از آر. اچ. تاونی کتاب جامعه اکتسابی منتشر شد.
- از ماکس وبر کتاب شهر منتشر شد.
- از لودویگ یوزف یوهان ویتگنشتاین کتاب رساله منطقی-فلسفی منتشر شد.
- ادوارد سی. هیز رئیس انجمن جامعه‌شناسی آمریکا شد.
- شورای ملی مطالعات اجتماعی تأسیس شد

## ۱۹۲۲
- از لوسین لوی-برول کتاب ذهنیت ابتدایی منتشر شد.
- از الکساندر کار ساندرز کتاب مشکل جمعیت منتشر شد.
- از فرانکلین هنری گیدینگز کتاب مطالعات در نظریه جامعه انسانی منتشر شد.
- از لئونارد هابهاوس کتاب عناصر عدالت اجتماعی منتشر شد.
- از برونیسلاو مالینوفسکی کتاب آرگونوت‌های غرب اقیانوس آرام منتشر شد.
- از رابرت ازرا پارک کتاب مطبوعات مهاجر و کنترل آن منتشر شد.
- از فردیناند تونیس کتاب انتقاد از افکار عمومی (در مورد افکار عمومی) منتشر شد.
- از ماکس وبر کتاب اقتصاد و جامعه در دو جلد منتشر شده‌است (ویرایش ماریان وبر).
- از ماکس وبر کتاب علم به عنوان یک حرفه منتشر شد.
- از جیمز پی. لیختنبرگ رئیس انجمن جامعه‌شناسی آمریکا شد.
- از هوارد دبلیو. اودوم مجله نیروهای اجتماعی را منتشر کرد.

### زادگان
- ۱۸ مارس: سیمور مارتین لیپست
- ۱۱ ژوئن: اروینگ گافمن

## ۱۹۲۳
- از نلز اندرسون و شورای آژانس‌های اجتماعی شیکاگو کتاب دوره‌گرد منتشر شد.
- از ویکتور برانفورد کتاب علم و قداست: مطالعه‌ای در رویکرد علمی به وحدت منتشر شد.
- از گئورگ لوکاچ کتاب تاریخ و آگاهی طبقاتی منتشر شد.
- از جورج هربرت مید کتاب روش علمی و علوم اخلاقی منتشر شد.
- از ویلیام آگبرن کتاب تغییر اجتماعی با توجه به فرهنگ و طبیعت اصیل منتشر شد.
- از ویلیام ایزاک توماس کتاب دختر ناسازگار منتشر شد.
- از ماکس وبر کتاب تاریخ اقتصادی عمومی منتشر شد.
- اولیس جی. واتهرلی رئیس انجمن جامعه‌شناسی آمریکا شد.
- تأسیس شورای تحقیقات علوم اجتماعی

### درگذشتگان
- ۱۹ اوت: ویلفردو پارتو

## ۱۹۲۴
- از فرانکلین هنری گیدینگز کتاب مطالعه علمی جامعه انسانی منتشر شد.
- از لئونارد هابهاوس کتاب توسعه اجتماعی: ماهیت و همراهان آن منتشر شد.
- از جورج هربرت مید کتاب پیدایش خود و کنترل اجتماعی منتشر شد.
- از هلموت پلسنر کتاب محدودیت‌های جامعه: نقد رادیکالیسم اجتماعی منتشر شد.
- از آلبیون وودبری اسمال کتاب خاستگاه‌های جامعه‌شناسی منتشر شد.
- از ماکس شلر مقالاتی به سوی جامعه‌شناسی دانش منتشر شد.
- چارلز ای. الوود رئیس انجمن جامعه‌شناسی آمریکا شد.

### زادگان
- ۱۰ اوت: ژان فرانسوا لیوتار

## ۱۹۲۵
- از از آلفرد کروبر کتاب راهنمای سرخپوستان کالیفرنیا منتشر شد.
- از مارسل موس کتاب  هدیه منتشر می‌شود.
- از رابرت ازرا پارک کتاب شهر منتشر شد.
- از پیتیریم سوروکین کتاب جامعه‌شناسی انقلاب منتشر شد.

## ۱۹۲۶
- از هانس فریر کتاب باور، سبک و دولت منتشر شد.
- از برونیسلاو مالینوفسکی کتاب جنایت و عرف در جامعه وحشی منتشر شد.
- از ماکس شلر کتاب جامعه‌شناسی معرفت منتشر شد.
- از آر. اچ. تاونی کتاب مذهب و ظهور سرمایه‌داری منتشر شد.
- از فردیناند تونیس کتاب مال منتشر شد.

## ۱۹۲۷
- از فرانتس بواس کتاب هنر بدوی منتشر شد.
- از الکساندر کار ساندرز کتاب ساختار اجتماعی انگلستان و ولز منتشر شد.
- از زیگموند فروید کتاب آینده یک توهم منتشر شد.
- از رابرت لووی کتاب ریشه‌های دولت منتشر شد.
- از برونیسلاو مالینوفسکی کتاب سکس و سرکوب در جامعه وحشی منتشر شد.
- از مارتین هایدگر کتاب هستی و زمان منتشر شد.
- از پیتیریم سوروکین کتاب تحرک اجتماعی منتشر شد.
- از ویلیام گراهام سامنر و اندرو کلنر کتاب علم جامعه منتشر شد.
- ویلیام ایزاک توماس رئیس انجمن جامعه‌شناسی آمریکا شد.

### زادگان
- ۸ دسامبر: نیکلاس لومان

## ۱۹۲۸
- از ملویل هرسکویتس کتاب سیاهپوستان آمریکایی منتشر شد.
- از رابرت موریسون مک آیور کتاب کتاب منتشر شد.
- از کارل مانهایم کتاب مقالاتی درباره جامعه‌شناسی دانش منتشر شد.
- از مارگارت مید کتاب به سن در ساموآ منتشر شد.
- از ماکس شلر کتاب تحرک اجتماعی منتشر شد.
- از لوئیس ویرث کتاب گتو منتشر شد.

## ۱۹۲۹
- از هانس فریر کتاب جامعه‌شناسی به عنوان علم واقعیت منتشر شد.
- از هلن مرل لیند و رابرت استاتون لیند کتاب میدل تاون: مطالعه ای در فرهنگ معاصر آمریکا منتشر شد.
- از برونیسلاو مالینوفسکی کتاب زندگی جنسی وحشی‌ها منتشر شد.
- از کارل مانهایم کتاب ایدئولوژی و اتوپیا منتشر شد.
- مارک بلوخ و لوسین فور، مدرسه آنالس را در استراسبورگ تاسیس کردند.
- موریس گینزبرگ کرسی جامعه‌شناسی مدرسه اقتصاد لندن را بر عهده گرفت.